# Interesting Drug
Interesting Drug è un brano del cantante inglese Morrissey.
Pubblicato anche come singolo, il 17 aprile del 1989 dalla HMV Records in Inghilterra e dalla EMI in Italia, il disco raggiunse la posizione numero 9 della Official Singles Chart. Il brano non è contenuto in nessun album in studio, raccolte a parte, del cantante.

## Realizzazione
"Una canzone come Interesting Drug parla di cultura della droga, e credo che l'establishment pop sia in grado di affrontare l'argomento della cultura pop della droga nella sua forma attuale, perché essa non trasmettere nulla. Ho preso l'ecstasy un paio di volte. La prima volta è stato il momento più incredibile della mia vita. Perché, e non voglio sembrare veramente patetico, ho guardato nello specchio e ho visto qualcuno molto, molto interessante. Naturalmente quella è solo l'illusione della droga, e svanisce presto. Ma è stato sorprendente per quell'ora, o per tutto il tempo che è durato, guardarsi allo specchio ed apprezzare quello che veniva riflesso. Ora, anche se ho avuto questa esperienza meravigliosa, ed è stata un'esperienza solitaria, visto che nessun altro era presente, non sono realmente interessato a droghe di alcun tipo. Non sono pudico, non mi importa se gli altri le prendono, ma non è per me. Semplicemente non mi interessano." (Morrissey, intervistato da Q Magazine, 1992)
Come per il precedente singolo, The Last of the Famous International Playboys, il brano venne scritto assieme a Stephen Street (che ne curò anche la produzione) e registrato con la collaborazione di quattro ex componenti degli Smiths: Andy Rourke, Mike Joyce, Craig Gannon (che all'epoca supportava la band dal vivo) e Kirsty MacColl ai cori.
La copertina ritrae una foto di Morrissey, realizzata da Lawrence Watson. Sul vinile dei 7" e dei 12" sono incise, rispettivamente, le frasi: ESCAPE FROM VALIUM / RETURN TO VALIUM e WHAT KIND OF MAN READS DENIM DELINQUENT? / MOTOR CYCLE AU PAIR BOY.
Il videoclip promozionale, diretto da Tim Broad, venne realizzato utilizzando immagini di Morrissey in concerto (con Andy Rourke, Mike Joyce e Craig Gannon) a Wolverhampton nel 1988, intervallate con dell'altro girato in cui giovani ragazzi (capeggiati dall'attrice Diane Alton) liberano animali imprigionati in un laboratorio sperimentale.

## Tracce
- UK 7"

1. Interesting Drug - 3:27
2. Such a Little Thing Makes Such a Big Difference - 2:51

- UK 12" / CDs

1. Interesting Drug - 3:27
2. Such a Little Thing Makes Such a Big Difference - 2:51
3. Sweet and Tender Hooligan (live at Wolverhampton, 1988) - 3:58

## Formazione
- Morrissey – voce
- Andy Rourke - basso
- Craig Gannon - chitarra
- Neil Taylor - chitarra
- Mike Joyce - batteria
- Stephen Street - tastiere
- Kirsty MacColl – voce